# Stien Baas-Kaiser
Stien Baas-Kaiser, właśc. Christina Wilhelmina Baas-Kaiser (ur. 20 maja 1938 w Delfcie, zm. 23 czerwca 2022 w Baarn) – holenderska łyżwiarka szybka, wielokrotna medalistka olimpijska i wielokrotna medalistka mistrzostw świata.

## Kariera
Pierwszy sukces w karierze osiągnęła w 1965 roku, kiedy zajęła trzecie miejsce podczas 23. Mistrzostw Świata w Wieloboju w Oulu. W zawodach tych wyprzedziły ją jedynie dwie reprezentantki Związku Radzieckiego: Inga Woronina i Walentina Stienina. Wynik ten powtórzyła podczas 24. Mistrzostw Świata w Wieloboju w Trondheim w 1966 roku, przegrywając z Walentiną Stieniną i Kim Song-soon z Korei Północnej. Zarówno jednak podczas 25. Mistrzostw Świata w Wieloboju w Deventer w 1967 roku, jak i rozgrywanych 1968 26. Mistrzostw Świata w Wieloboju w Helsinkach była już najlepsza. W 1968 roku wzięła udział w X Zimowych Igrzyskach Olimpijskich w Grenoble, zdobywając tam dwa medale. W biegach na dystansach 1500 i 3000 m zajmowała trzecie miejsca, w pierwszym przypadku ulegając tylko Fince Kai Mustonen i swej rodaczce Carry Geijssen, a w drugim kolejnej Holenderce, Ans Schut i ponownie Kai Mustonen. Podczas tych samych igrzysk zajęła też dziesiątw miejsce w biegu na dystansie 1000 m i czternaste na dwukrotnie krótszym dystansie. Podczas czterech kolejnych edycji Mistrzostw Świata w Wieloboju zajmowała drugie miejsca: 27. Mistrzostwa Świata w Grenoble (1969), 28. Mistrzostwa Świata w West Allis (1970), 29. Mistrzostwa Świata w Helsinkach (1971) oraz 30. Mistrzostwa Świata w Heerenveen (1972). Wystartowała również podczas XI Zimowych Igrzysk Olimpijskich w Sapporo w 1972 roku, chociaż na igrzyska te pojechała jako zawodniczka rezerwowa. Po słabszych startach koleżanki z reprezentacji, Trijnie Rep, Christina Baas-Kaiser wystąpiła w biegach na dystansach 1500 i 3000 m. W pierwszym ze startów zajęła drugie miejsce za Amerykanką Dianne Holum. Trzy dni później zwyciężyła na dystansie 3000 m, wyprzedzając Dianne Holum i swą rodaczkę Atje Keulen-Deelstrę. Ponadto w 1970 roku zdobyła srebrny medal podczas 1. Mistrzostw Europy w Wieloboju w Heerenveen, rozdzielając na podium Ninę Statkiewicz ze Związku Radzieckiego i Ans Schut. Wielokrotnie zdobywała medale Mistrzostw Holadii, w tym złote w wieloboju w latach 1964, 1965, 1967–1969 i 1971.
Stien Baas-Kaiser ustanowiła dziesięć rekordów świata, w tym jeden nieoficjalny.
Była siostrzenicą holenderskiego panczenisty Cornelisa Keesa Broekmana.

## Osiągnięcia

### Zimowe igrzyska olimpijskie
|                             | dystans | 1968 | 1972   |
| --------------------------- | ------- | ---- | ------ |
| Zimowe igrzyska olimpijskie | 500 m   | 14.  |        |
| Zimowe igrzyska olimpijskie | 1000 m  | 10.  |        |
| Zimowe igrzyska olimpijskie | 1500 m  | brąz | srebro |
| Zimowe igrzyska olimpijskie | 3000 m  | brąz | złoto  |

### Mistrzostwa świata w wieloboju
|                                | 1965 | 1966 | 1967  | 1968  | 1969   | 1970   | 1971   | 1972   |
| ------------------------------ | ---- | ---- | ----- | ----- | ------ | ------ | ------ | ------ |
| Mistrzostwa świata w wieloboju | brąz | brąz | złoto | złoto | srebro | srebro | srebro | srebro |

### Mistrzostwa świata w wieloboju sprinterskim
|                                             | 1970 | 1971 | 1972 |
| ------------------------------------------- | ---- | ---- | ---- |
| Mistrzostwa świata w wieloboju sprinterskim | 14.  | 4.   | 10.  |

### Mistrzostwa Europy w wieloboju
|                                | 1970   | 1971 | 1972 |
| ------------------------------ | ------ | ---- | ---- |
| Mistrzostwa Europy w wieloboju | srebro | 7.   | 11.  |

### Mistrzostwa Holandii w wieloboju
|                                  | 1964  | 1965  | 1966 | 1967  | 1968  | 1969  | 1970   | 1971  | 1972   |
| -------------------------------- | ----- | ----- | ---- | ----- | ----- | ----- | ------ | ----- | ------ |
| Mistrzostwa Holandii w wieloboju | złoto | złoto | brąz | złoto | złoto | złoto | srebro | złoto | srebro |

## Ustanowione rekordy świata
| Dystans       | Rekord  | Data             | Miejsce |
| ------------- | ------- | ---------------- | ------- |
| 3000 m        | 5:04.8  | 29 stycznia 1967 | Davos   |
| 3000 m        | 4:56.8  | 5 marca 1967     | Inzell  |
| wielobój mały | 188.634 | 5 marca 1967     | Inzell  |
| 3000 m        | 4:54.6  | 3 lutego 1968    | Davos   |
| 1000 m        | 1:31.0  | 3 marca 1968     | Inzell  |
| 1500 m        | 2:15.8  | 15 stycznia 1971 | Davos   |
| 3000 m        | 4:46.5  | 16 stycznia 1971 | Davos   |
| 1000 m        | 1:29.0  | 16 stycznia 1971 | Davos   |
| wielobój mały | 182.817 | 16 stycznia 1971 | Davos   |

## Rekordy życiowe
Ostatnia kolumna (RŚ) zawiera oficjalne rekordy świata, obowiązujące w momencie ustanawiania przez Stien poszczególnych rekordów życiowych.
| Dystans       | Rekord  | Data             | Miejsce    | RŚ      |
| ------------- | ------- | ---------------- | ---------- | ------- |
| 500 m         | 44.81   | 4 marca 1972     | Heerenveen | 42.5    |
| 1000 m        | 1:29.0  | 16 stycznia 1971 | Davos      | 1:29.0  |
| 1500 m        | 2:15.8  | 15 stycznia 1971 | Davos      | 2:17.2  |
| 3000 m        | 4:46.5  | 16 stycznia 1971 | Davos      | 4:50.3  |
| wielobój mały | 182.817 | 16 stycznia 1971 | Davos      | 184.053 |